# Dalstein
Pour les articles homonymes, voir Dalstein (homonymie).
Dalstein est une commune française située dans le département de la Moselle et le bassin de vie de la Moselle-est, en région Grand Est.

## Géographie
|                  | Kemplich    | Menskirch        |
| Hombourg-Budange | Dalstein    | Chémery-les-Deux |
|                  | Ébersviller |                  |

### Hydrographie
La commune est située dans le bassin versant du Rhin au sein du bassin Rhin-Meuse. Elle est drainée par le ruisseau de Dalstein.

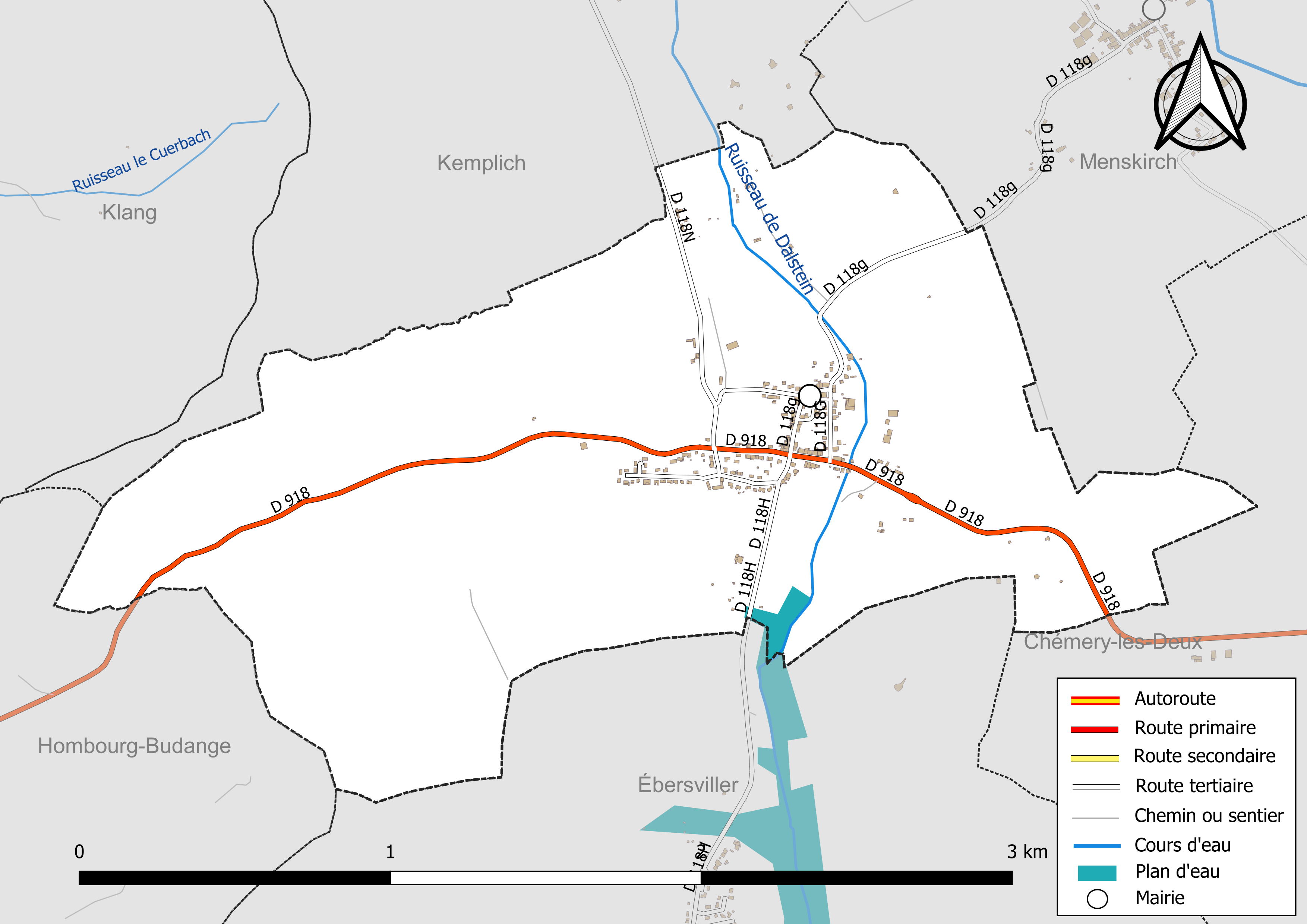
Réseaux hydrographique et routier de Dalstein.

### Climat
Pour des articles plus généraux, voir Climat du Grand Est et Climat de la Moselle.
En 2010, le climat de la commune est de type climat des marges montargnardes, selon une étude du Centre national de la recherche scientifique s'appuyant sur une série de données couvrant la période 1971-2000. En 2020, Météo-France publie une typologie des climats de la France métropolitaine dans laquelle la commune est exposée à un climat semi-continental et est dans la région climatique  Lorraine, plateau de Langres, Morvan, caractérisée par un hiver rude (1,5 °C), des vents modérés et des brouillards fréquents en automne et hiver. 
Pour la période 1971-2000, la température annuelle moyenne est de 9,6 °C, avec une amplitude thermique annuelle de 16,8 °C. Le cumul annuel moyen de précipitations est de 831 mm, avec 12,3 jours de précipitations en janvier et 9,4 jours en juillet. Pour la période 1991-2020, la température moyenne annuelle observée sur la station météorologique de Météo-France la plus proche, « Malancourt », sur la commune d'Amnéville à 20 km à vol d'oiseau, est de 10,2 °C et le cumul annuel moyen de précipitations est de 884,1 mm. 
La température maximale relevée sur cette station est de 39,3 °C, atteinte le 25 juillet 2019 ; la température minimale est de −17,9 °C, atteinte le 5 janvier 1985,,. 
Les paramètres climatiques de la commune ont été estimés pour le milieu du siècle (2041-2070) selon différents scénarios d'émission de gaz à effet de serre à partir des nouvelles projections climatiques de référence DRIAS-2020. Ils sont consultables sur un site dédié publié par Météo-France en novembre 2022.

## Urbanisme

### Typologie
Au 1er janvier 2024, Dalstein est catégorisée commune rurale à habitat dispersé, selon la nouvelle grille communale de densité à sept niveaux définie par l'Insee en 2022.
Elle est située hors unité urbaine et hors attraction des villes,.

### Occupation des sols
L'occupation des sols de la commune, telle qu'elle ressort de la base de données européenne d’occupation biophysique des sols Corine Land Cover (CLC), est marquée par l'importance des territoires agricoles (50,9 % en 2018), une proportion sensiblement équivalente à celle de 1990 (51,4 %). La répartition détaillée en 2018 est la suivante : 
forêts (42 %), zones agricoles hétérogènes (18,7 %), prairies (16,7 %), terres arables (15,5 %), zones urbanisées (7 %). L'évolution de l’occupation des sols de la commune et de ses infrastructures peut être observée sur les différentes représentations cartographiques du territoire : la carte de Cassini (XVIIIe siècle), la carte d'état-major (1820-1866) et les cartes ou photos aériennes de l'IGN pour la période actuelle (1950 à aujourd'hui).

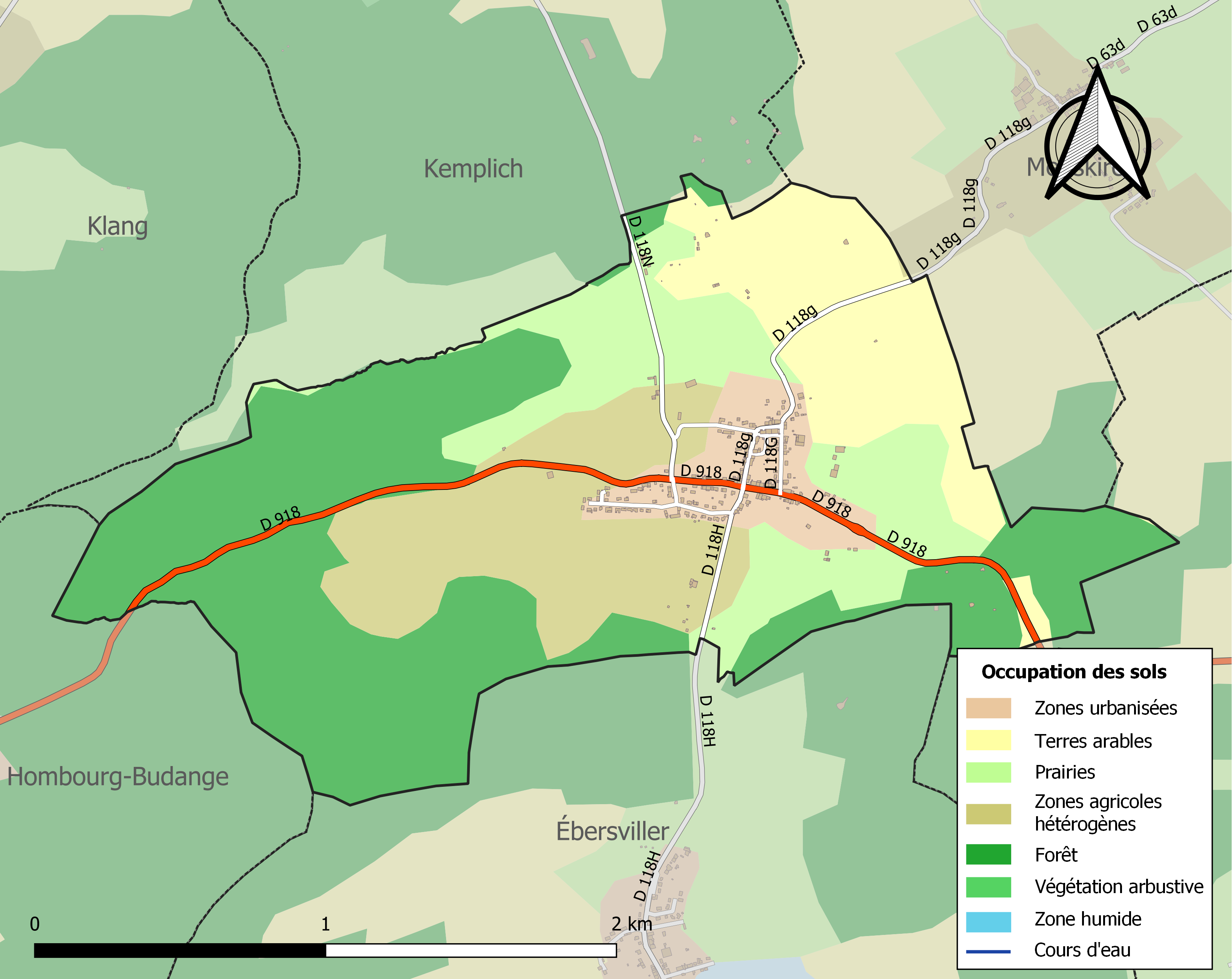
Carte des infrastructures et de l'occupation des sols de la commune en 2018 (CLC).

## Toponymie
- Origine du nom de la commune : "Tal" (vallée) + "Stein" (pierre).
- En francique lorrain : Doolschten, Doolsten et Duelsten.
- Dalsteium (1130), Dalestein (1212 et 1312), Dailstein (1434), Dalstein (1585), Dalstenne (1722), Dalstein ou Alstein (1779), Dolstein (carte Cassini)[13].

## Histoire
- Sur des cartes du XVIIIe siècle, la commune est mentionnée sous le nom de Dalistain.
- Dépendait de l'ancienne province de Lorraine. Dépendait de la seigneurie et de la paroisse de Menskirchen.

## Politique et administration
| Période                                  | Période   | Identité           | Étiquette | Qualité |
| ---------------------------------------- | --------- | ------------------ | --------- | ------- |
| Les données manquantes sont à compléter. |           |                    |           |         |
| 1945                                     | mars 1995 | François Krier     |           | maire   |
| mars 1995                                | mars 2001 | Michel Schoumacher |           | maire   |
| mars 2001                                | mars 2014 | André Malini       |           | maire   |
| mars 2014                                | En cours  | Claude Brignon     |           | maire   |

## Démographie
L'évolution du nombre d'habitants est connue à travers les recensements de la population effectués dans la commune depuis 1800. Pour les communes de moins de 10 000 habitants, une enquête de recensement portant sur toute la population est réalisée tous les cinq ans, les populations de référence des années intermédiaires étant quant à elles estimées par interpolation ou extrapolation. Pour la commune, le premier recensement exhaustif entrant dans le cadre du nouveau dispositif a été réalisé en 2008.

En 2022, la commune comptait 378 habitants, en évolution de +6,78 % par rapport à 2016 (Moselle : +0,52 %, France hors Mayotte : +2,11 %).
| 1800 | 1806 | 1821 | 1836 | 1841 | 1861 | 1866 | 1871 | 1875 |
| ---- | ---- | ---- | ---- | ---- | ---- | ---- | ---- | ---- |
| 281  | 304  | 707  | 701  | 679  | 623  | 643  | 635  | 617  |

| 1880 | 1885 | 1890 | 1895 | 1900 | 1905 | 1910 | 1921 | 1926 |
| ---- | ---- | ---- | ---- | ---- | ---- | ---- | ---- | ---- |
| 588  | 545  | 484  | 484  | 428  | 424  | 474  | 406  | 208  |

| 1931 | 1936 | 1946 | 1954 | 1962 | 1968 | 1975 | 1982 | 1990 |
| ---- | ---- | ---- | ---- | ---- | ---- | ---- | ---- | ---- |
| 603  | 247  | 174  | 155  | 202  | 178  | 175  | 190  | 188  |

| 1999 | 2006 | 2008 | 2013 | 2018 | 2022 | - | - | - |
| ---- | ---- | ---- | ---- | ---- | ---- | - | - | - |
| 223  | 305  | 329  | 340  | 368  | 378  | - | - | - |

## Culture locale et patrimoine

### Lieux et monuments
- Église Sainte-Anne du début du XXe siècle ;

### Ouvrages militaires
- Ouvrage d’artillerie du Michelsberg de la ligne Maginot, situé entre Dalstein et Ferange (commune d’Ébersviller) : les galeries mènent à la chambre de tir, à l’usine électrique, au casernement, aux cuisines, au poste de commandement, à la tourelle de 75 mm[18], etc.

### Personnalités liées à la commune
- Pierre Richard (1802-1879) Artiste précurseur de l'art brut a habité la commune de 1830 à 1850.

### Héraldique
| Blason | Blasonnement : D'argent à la bordure de gueules, à la bande chargée de trois coquilles d'argent. |

## Pour approfondir